# Большое Опочивалово
Большо́е Опочива́лово — деревня в Чудовском районе Новгородской области, входит в состав Трегубовского сельского поселения.
Расположена на федеральной автомобильной дороге «Россия» М10 (E 105) в 60 км от Великого Новгорода и в 10 км от райцентра Чудово, между деревнями Трегубово и Каменная Мельница. Рядом с деревней протекает река Полисть — левый приток Волхова.
В 1893 году в Большом Опочивалово была открыта церковно-приходская школа. В 1975 году школу перевели в центральную усадьбу совхоза «Трегубово».